# Utkin (obwód uljanowski)
Utkin (ros. Уткин) – osiedle w Rosji, w obwodzie uljanowskim, w rejonie melekeskim. W 2010 liczyło 305 mieszkańców.